# سیارک ۱۵۷۹
سیارک ۱۵۷۹ (به انگلیسی: 1579 Herrick، نامگذاری:1948SB) هزار و پانصد و هفتاد و نهمین سیارک کشف شده‌است که در ۳۰ سپتامبر ۱۹۴۸ کشف شد.
قدر مطلق سیارک برابر ۱۰٫۶۸ است.